# 恋町カウンター
「恋町カウンター」（こいまちカウンター）は、2018年3月14日に発売された竹島宏のシングル。

## 解説
- 前作「月枕」と同じく、松井五郎が作詞を、都志見隆が作曲をそれぞれ手掛けている。

- オリコンチャートでは初登場23位、最高20位を記録した。

- 竹島自身が振付した『恋町ダンス』と呼ばれるダンスがあり[5]、YouTubeで動画企画「Let's 恋町ダンス!」が公開されている。

- 2018年10月には、本楽曲のディスコバージョンが配信限定シングルとしてリリースされた[6]。

## 収録曲

### Aタイプ
- 両楽曲共に、作詞：松井五郎、作曲・編曲：都志見隆

1. 恋町カウンター (04:01)
2. ほっといて (04:03)
3. 恋町カウンター（オリジナルカラオケ） (04:01)
4. 恋町カウンター（メロ入りカラオケ） (04:01)
5. ほっといて（オリジナルカラオケ） (04:01)

### Bタイプ
- 両楽曲共に、作詞：松井五郎、作曲・編曲：都志見隆

1. 恋町カウンター (04:01)
2. 嘘つきなネコ (04:08)
3. 恋町カウンター（オリジナルカラオケ） (04:01)
4. 恋町カウンター（メロ入りカラオケ） (04:01)
5. 嘘つきなネコ（オリジナルカラオケ） (04:06)

### Cタイプ
- 両楽曲共に、作詞：松井五郎、作曲・編曲：都志見隆

1. 恋町カウンター (04:01)
2. スキャンダル (03:38)
3. 恋町カウンター（オリジナルカラオケ） (04:01)
4. 恋町カウンター（メロ入りカラオケ） (04:01)
5. スキャンダル（オリジナルカラオケ） (03:36)

### 配信限定シングル・ディスコバージョン
1. 恋町カウンター（ディスコバージョン）
作詞：松井五郎、作曲：都志見隆、編曲：楠田和也
2. 恋町カウンター（ディスコバージョン）（Instrumental）